# Franse presidentsverkiezingen 1953
Van 17 tot en met 23 december 1953 vonden de tweede presidentsverkiezingen tijdens de Vierde Franse Republiek plaats. In de dertiende stemronde werd René Coty van de CNIP werd gekozen tot president met 477 stemmen.
De stemronden werden op 6 dagen gehouden:
- 17 december: 1e en 2e ronde
- 18 december: 3e en 4e ronde
- 19 december: 5e en 6e ronde
- 20 december: 7e en 8e ronde
- 21 december: 9e en 10e ronde
- 23 december: 11e, 12e en 13e ronde.

De resultaten van de eerste ronde waren als volgt:
| Kandidaat              | Partij                | Stemmen | %       |
| ---------------------- | --------------------- | ------- | ------- |
| Marcel-Edmond Naegelen | SFIO                  | 160     | 17,24 % |
| Joseph Laniel          | CNIP                  | 155     | 16,70 % |
| Georges Bidault        | MRP                   | 131     | 14,12 % |
| Yvon Delbos            | Parti radical         | 129     | 13,90 % |
| Paul-Jacques Kalb      | RPF                   | 114     | 12,28 % |
| Marcel Cachin          | PCF                   | 113     | 12,18 % |
| Jacques Fourcade       | CNIP                  | 62      | 6,68 %  |
| Jean Médecin           | Radicaux indépendants | 54      | 5,52 %  |
| Anderen                |                       | 10      | 1,08 %  |

Pas vanaf de tiende ronde was Coty kandidaat. Bij de dertiende en laatste ronde was de uitslag als volgt:
| Kandidaat              | Partij | Stemmen | %       |
| ---------------------- | ------ | ------- | ------- |
| René Coty              | CNIP   | 477     | 54,76 % |
| Marcel-Edmond Naegelen | SFIO   | 329     | 37,77 % |
| Louis Jacquinot        | CNIP   | 21      | 2,41 %  |
| Anderen                |        | 44      | 5,05 %  |